# Johnsonia inconspicua
Johnsonia inconspicua är en grästrädsväxtart som beskrevs av Gregory John Keighery. Johnsonia inconspicua ingår i släktet Johnsonia och familjen grästrädsväxter. Inga underarter finns listade i Catalogue of Life.